# Sven-Erik Eriksson (direktör)
Sven-Erik Gustav Eriksson, född 21 november 1901 i Örebro, död 9 november 1959, var en svensk ingenjör och direktör verksam vid ASEA. Han invaldes 1948 som ledamot av Ingenjörsvetenskapsakademien.